# Куслин (гмина)
Куслин (пол. Kuślin) — сельская гмина (волость) в Польше, входит как административная единица в Новотомыский повет, Великопольское воеводство. Население — 5579 человек (на 2004 год).

## Сельские округа
1. Храплево
2. Домброва
3. Нова-Домброва
4. Глупоне
5. Крыстяново
6. Куслин
7. Михожевко
8. Михожево
9. Сливно
10. Тшчанка
11. Турково
12. Вонсово

## Соседние гмины
1. Гмина Душники
2. Гмина Львувек
3. Гмина Новы-Томысль
4. Гмина Опаленица